# (120132) 2003 FY128
2003 أف واي 128 (ويعرف أيضًا باسم (120132) 2003 أف واي 128 وفق تسمية الكوكب الصغير) (بالإنجليزية: 2003 FY128)‏ هو كويكب ضمن حزام الكويكبات؛ وترتيبه 120132 من حيث الاكتشاف.
اكتُشف هذا الجُرم الفلكي بواسطة تعقب الأجرام القريبة من الأرض في 26 مارس 2003.

## وصلات خارجية
- (120132) 2003 FY128 في قاعدة بيانات مختبر الدفع النفاث لأجرام النظام الشمسي الصغيرة

- الاكتشاف · مخطط المدار ·  العناصر المدارية · المعلمات المادية

- (120132) 2003 FY128 على موقع ويكي سكاي: DSS2, SDSS, GALEX, IRAS, Hydrogen α, X-Ray, Astrophoto, Sky Map, Articles and images